# Baileyton
|  | Per a altres significats, vegeu «Baileyton (Tennessee)». |

Baileyton és una població dels Estats Units a l'estat d'Alabama. Segons el cens del 2007 tenia 713 habitants.

## Demografia
Segons el cens del 2000, Baileyton tenia 684 habitants, 281 habitatges, i 196 famílies. La densitat de població era de 49,6 habitants/km².
Dels 281 habitatges en un 32% hi vivien nens de menys de 18 anys, en un 56,6% hi vivien parelles casades, en un 8,2% dones solteres, i en un 29,9% no eren unitats familiars. En el 27% dels habitatges hi vivien persones soles l'11,4% de les quals corresponia a persones de 65 anys o més que vivien soles. El nombre mitjà de persones vivint en cada habitatge era de 2,43 i el nombre mitjà de persones que vivien en cada família era de 2,93.
Per edats la població es repartia de la següent manera: un 26,6% tenia menys de 18 anys, un 6,1% entre 18 i 24, un 27,6% entre 25 i 44, un 26% de 45 a 60 i un 13,6% 65 anys o més.
L'edat mediana era de 37 anys. Per cada 100 dones hi havia 101,2 homes. Per cada 100 dones de 18 o més anys hi havia 93,8 homes.
La renda mediana per habitatge era de 31.000 $ i la renda mediana per família de 41.563 $. Els homes tenien una renda mediana de 30.083 $ mentre que les dones 20.417 $. La renda per capita de la població era de 14.696 $. Aproximadament el 10,3% de les famílies i el 16,6% de la població estaven per davall del llindar de pobresa.

## Poblacions properes
El següent diagrama mostra les poblacions més properes.